# Кільський договір (1867)
Кільський договір підписаний 23 лютого 1867 герцогом Петром II Ольденбурзьким і Пруссією, за яким герцог Петро Ольденбурзький поступився своїми правами на Гольштейн Пруссії.

## Передісторія
В результаті німецько-данської війни Пруссія й Австрія постаралися захистити Шлезвіг, Гольштейн та Лауенбург від інших німецьких держав (Ганновера, Саксонії та інших). За австро-прусською угодою 1865 Гольштейн перейшов під контроль Австрії, а Шлезвіг - Пруссії. В результаті австро-прусської війни 1866 Пруссія вигнала австрійців з герцогства Гольштейн. Австрія поступилася своїми правами на Шлезвіг і Гольштейн Пруссії. Великим герцог Ольденбурзький Петро II заявив про свої претензії на спадщину частини Гольштейна .

## Зміст договору
За Кільським договором, укладеним у Кілі 23 лютого 1867, Пруссія поступилася Петру II Ольденбурзькому в обмін на відмову від його претензій на престол.
- Маєтки Екхорст, Морі (з Кляйн Штайнраде і Равенсбуш) і Штокельсдорф (з Маріенталем і Факенбургом), що належать Гольштейну і знаходяться в Любеку19[джерело?] .
- Належать Голшейтнам села Бебс і Швохель, що належать лікарні Хайліг-Гейст у Любеку19[джерело?] .
- Суверенітет над Дікзе [ джерело не вказано 711 днів ]
- Пруссія виплатила компенсацію у розмірі одного мільйона талерів [1] .

## Асоціація з Любекським князівством
19 червня 1867 терени, передані Пруссією, увійшли до складу Любекського князівства, яке таким чином утворило закриту одиницю і також мало вихід до Балтійського моря.19[джерело?] .